# Jacques Brotchi
Jacques Brotchi (ur. 11 sierpnia 1942 w Liège) – belgijski polityk, lekarz oraz profesor, działacz Ruchu Reformatorskiego (MR), od 2018 do 2019 przewodniczący federalnego Senatu.

## Życiorys
Absolwent medycyny na Uniwersytecie w Liège. Jako nauczyciel akademicki związany z Université Libre de Bruxelles, gdzie doszedł do stanowiska profesora. Specjalizował się w neurochirurgii, kierował oddziałem neurochirurgii w szpitalu Hôpital Erasme w Brukseli. Był przewodniczącym belgijskiego towarzystwa neurochirurgów (1989–1992) i przewodniczącym Société de Neurochirurgie de Langue Française (1991–1994). W latach 2001–2007 przewodniczył komisji do spraw badań klinicznych w FNRS, rządowym funduszu ds. wspierania badań naukowych.
Działacz francuskojęzycznych liberałów z Ruchu Reformatorskiego. W 2004, 2009 i 2014 powoływany w skład Senatu. W latach 2006–2012 zasiadał w radzie miejskiej Uccle. Od 2009 do 2019 był posłem do parlamentu Regionu Stołecznego Brukseli, wchodząc jednocześnie w skład parlamentu wspólnoty francuskiej. W 2018, na kilka miesięcy przed końcem kadencji, zastąpił Christine Defraigne na urzędzie przewodniczącego wyższej izby belgijskiego parlamentu. Stanowisko to zajmował do 2019.
Odznaczony Orderem Leopolda II klasy (2010) oraz Orderem Korony II klasy (2007).